# Ferrovia del Sempione
Con ferrovia del Sempione si intende comunemente la linea ferroviaria che si snoda tra Svizzera e Italia e che è composta da varie tratte con caratteristiche diverse, costruite in tempi diversi e con differenti finanziamenti e modalità di gestione ma accomunate da un lungo iter storico-progettuale. La definizione di "ferrovia del Sempione" non è pertanto univoca in quanto, nel tempo, ha designato itinerari differenti. Al 2012, designa le tratte:
- Losanna-Briga
- Briga-Domodossola
- Domodossola-Milano

Alla ferrovia del Sempione sono legate anche le linee Domodossola-Novara, Santhià-Arona, Vallorbe-Losanna e Saint Gingolph-Saint Maurice ("linea del Tonkin").

## Storia
L'itinerario del Sempione è un passaggio storico tra l'Italia e la Svizzera, con estensione verso la Francia, utilizzato sin dai tempi antichi; il traffico si serviva del passo del Sempione e del colle del Gran San Bernardo. La strada del Sempione venne costruita da Napoleone Bonaparte intorno al 1800, ma il Gran San Bernardo risultava già usato ai tempi dei Romani.
Il collegamento tra Losanna e Briga risulta costituito da tratte costruite tra 1857 e 1878 in varie fasi e da società differenti.
La prima tratta ferroviaria fu la Martigny - Saint-Maurice - Le Bouveret, costruita dalla Compagnie de la Ligne d'Italie (LI) nel 1859. Nel 1860 veniva collegata Sion e Sierre nel 1868. Saint-Maurice e Villeneuve furono allacciate nel 1860 dalla Compagnie de la Suisse occidentale. Nel 1874, la Compagnie du Simplon costruì infine la tratta Sierre-Briga dopo aver rilevato la Compagnie de la Ligne d'Italie tra 1877 - 1878. Le due estremità vennero definitivamente unite nel 1878 ed esercite con trazione a vapore.
L'apertura del tunnel del Sempione il 19 maggio 1906 ne fece un importante itinerario merci e passeggeri tra Francia, l'Italia e una parte della Germania ma si presentava molto gravoso l'esercizio del lungo tunnel con locomotive a vapore. Già in precedenza erano state intrapresi vari contatti, da parte del Dipartimento ferroviario svizzero, con industrie nazionali e statunitensi, per l'elettrificazione in trifase e, in seguito al positivo esperimento delle ferrovie Valtellinesi, era stata presa la decisione di usare la corrente alternata trifase ad alta tensione. L'elettrificazione della linea, comprendente il tunnel, venne eseguita a ritmi forzati e a proprie spese dalla Brown-Boveri che, per mancanza di mezzi di trazione, ricorse inizialmente al noleggio (per due anni) delle tre locomotive valtellinesi 361, 362, 363 attivando dal 1 ottobre del 1906 il pieno esercizio in trifase della Briga-Iselle. In seguito, nel 1919, l'elettrificazione trifase venne estesa a Sion.
L'apertura del Traforo del Lötschberg nel 1913 addusse sulla linea il traffico proveniente dalle regioni a nord di Basilea. La linea è stata raddoppiata a tratte nel lungo arco di tempo tra l'inizio del XX secolo e i primi anni del XXI.
La ferrovia del Sempione ebbe continuazione in Italia verso Milano, via Arona e Gallarate. Questa parte è gestita da Rete Ferroviaria Italiana (RFI).

### La costruzione della galleria del Sempione
Il progetto del tunnel ferroviario sotto le Alpi tra Briga e Domodossola cominciò a concretizzarsi nel 1880 nonostante le difficoltà e le opposizioni da varie fonti a quella che veniva considerata un'opera troppo gigantesca. Venne previsto a semplice binario ad una canna ma con una galleria parallela di servizio più piccola che in seguito, allargata, sarà utilizzata per il raddoppio.
- 1898, inizio perforazione a cura della Compagnia del Jura-Simplon allora proprietaria della linea.
- 24 febbraio 1905, completamento galleria.
- 19 maggio 1906, inaugurazione tratta Briga-Iselle con trazione a vapore[5].
- 1º giugno 1906, inizio parziale esercizio elettrico in trifase[5].
- 1º ottobre 1906, totale esercizio trifase[5].
- 1912, inizio scavo della seconda canna.
- 1921, fine degli scavi.
- 7 gennaio 1922, inaugurazione seconda canna con elettrificazione trifase[5].
- 2 marzo 1930, elettrificazione in corrente alternata monofase tra Briga e Iselle[6].

### Le compagnie
La Compagnie du Simplon si fuse nel 1881 con la Compagnie de la Suisse occidentale, e pochi anni dopo con la Compagnie du Jura-Berne-Lucerne (1890) formando la Compagnia del Jura-Simplon.
- 14 luglio 1859: Compagnie de la Ligne d'Italie (LI)
- 1º giugno 1874: Compagnie du Simplon (S)
- 28 giugno 1881: Compagnie de la Suisse Occidentale-Simplon (SOS)
- 1º gennaio 1890: Compagnie du Jura-Simplon (JS)
- 1º maggio 1903: Nazionalizzazione e incorporazione nelle SBB-CFF-FFS

La linea ricava la maggior parte della sua importanza dal tunnel del Sempione. È utilizzata dal traffico passeggeri e merci. Quello passeggeri è internazionale, interregionale e regionale.